# Limnophila brownii
Limnophila brownii är en grobladsväxtart som beskrevs av B.S. Wannan. Limnophila brownii ingår i släktet Limnophila och familjen grobladsväxter. Inga underarter finns listade i Catalogue of Life.